# فرانک دیکسی
سر فرانسیس برنارد دیکسی (لندن ۲۷ نوامبر ۱۸۵۳– ۱۷ اکتبر ۱۹۲۸) یک نقاش انگلیسی دوره ویکتوریا بود.
دیکسی بیشتر برای نقاشی برداشت‌هایش از آثار ادبی، تاریخی و حماسه شناخته می‌شود.
وی همچنین به خاطر نقاشی پرتره‌هایی از زنان هم عصر خود شهرت داشت.

## نگارخانه

Frank Dicksee's works
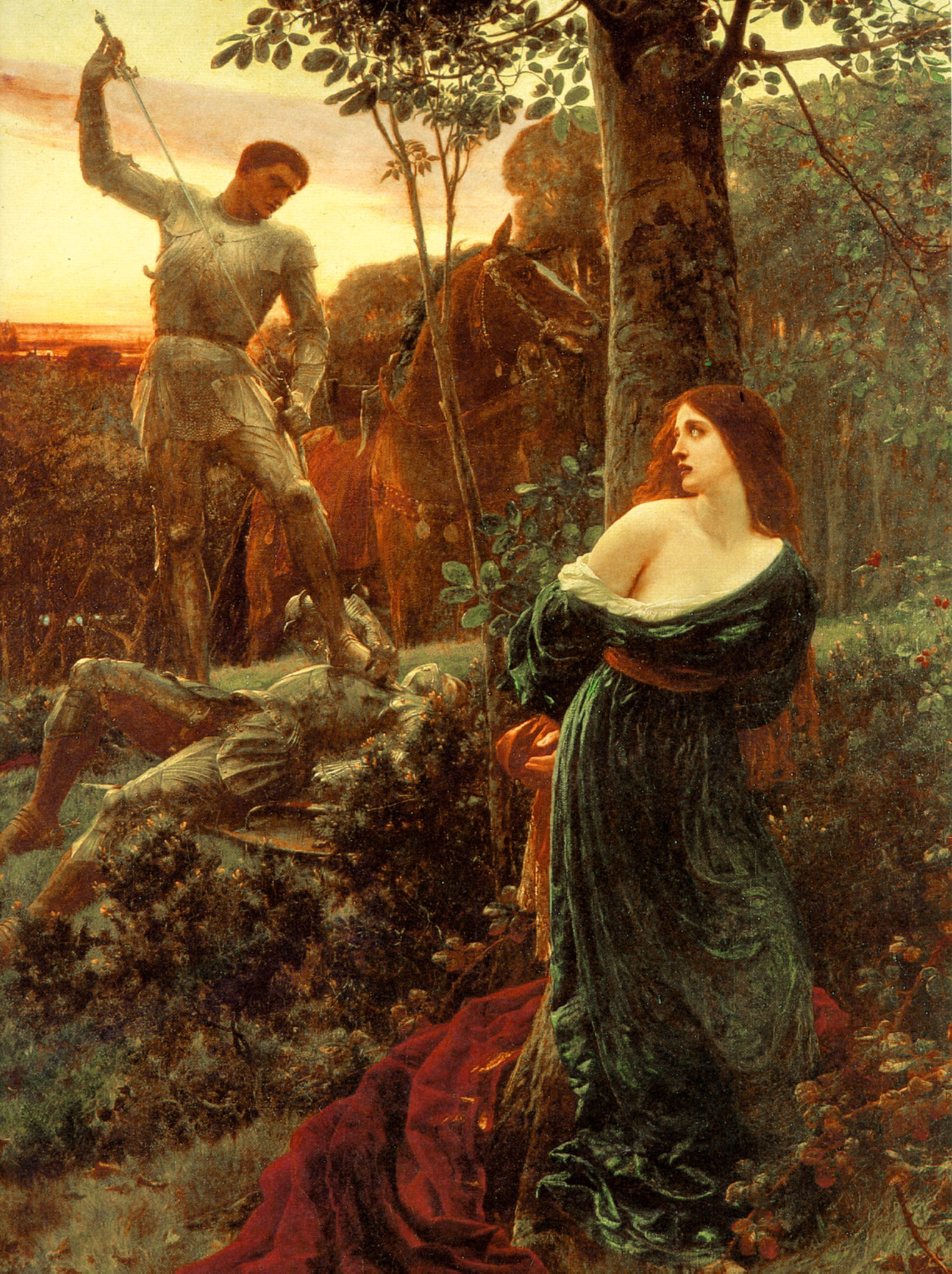
جوانمردی،  ۱۸۸۵
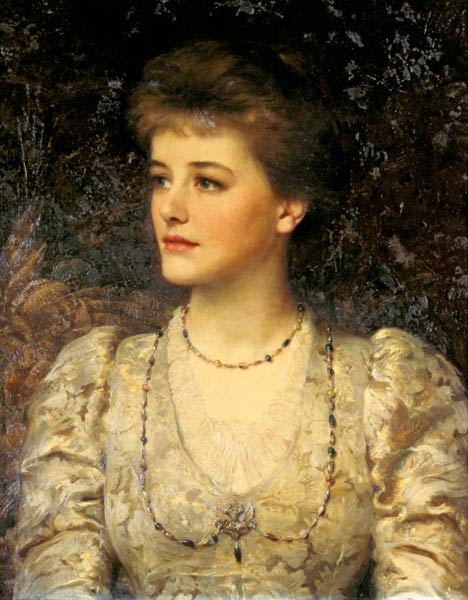
خانم پالمر
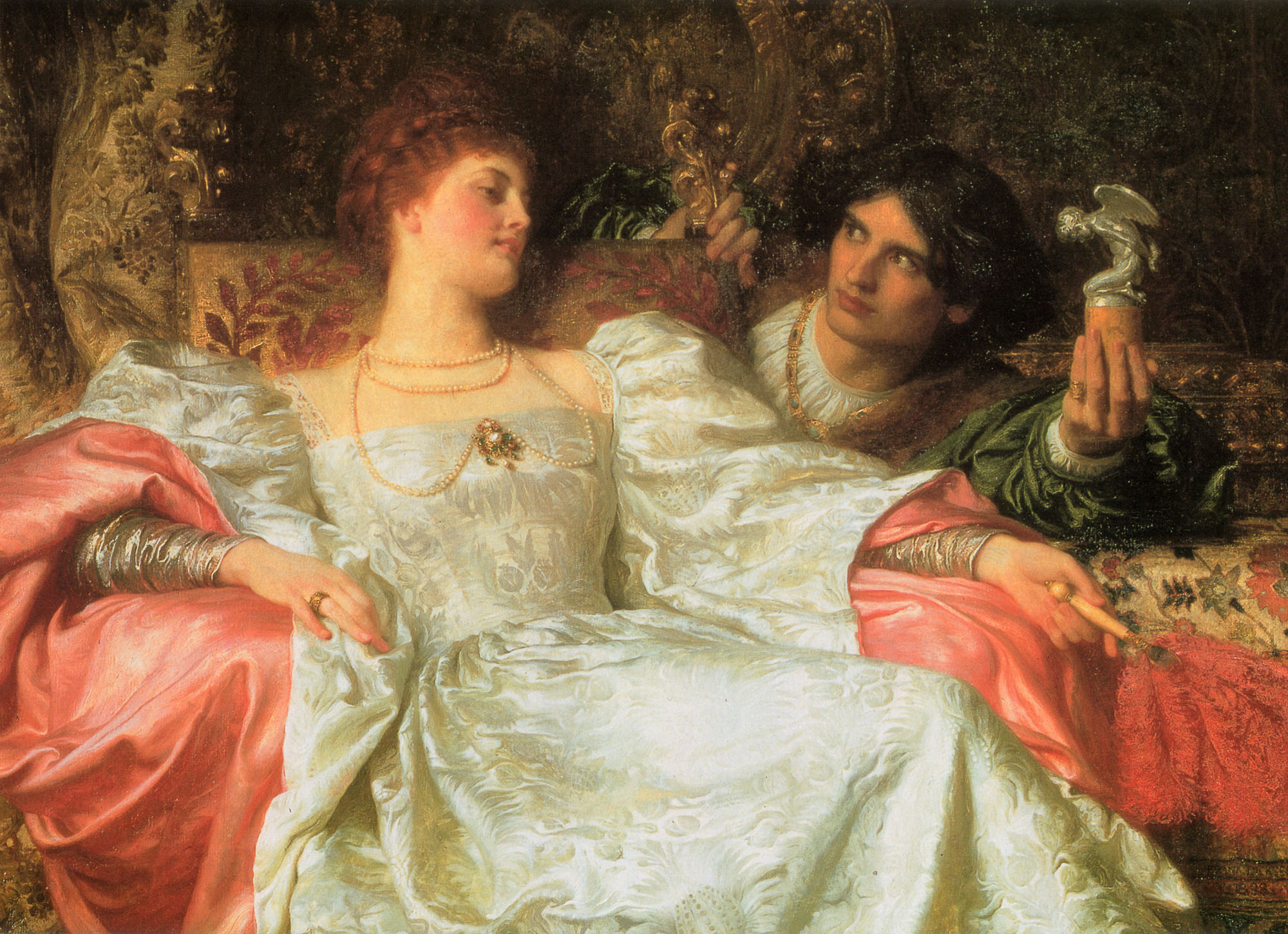
ارائه
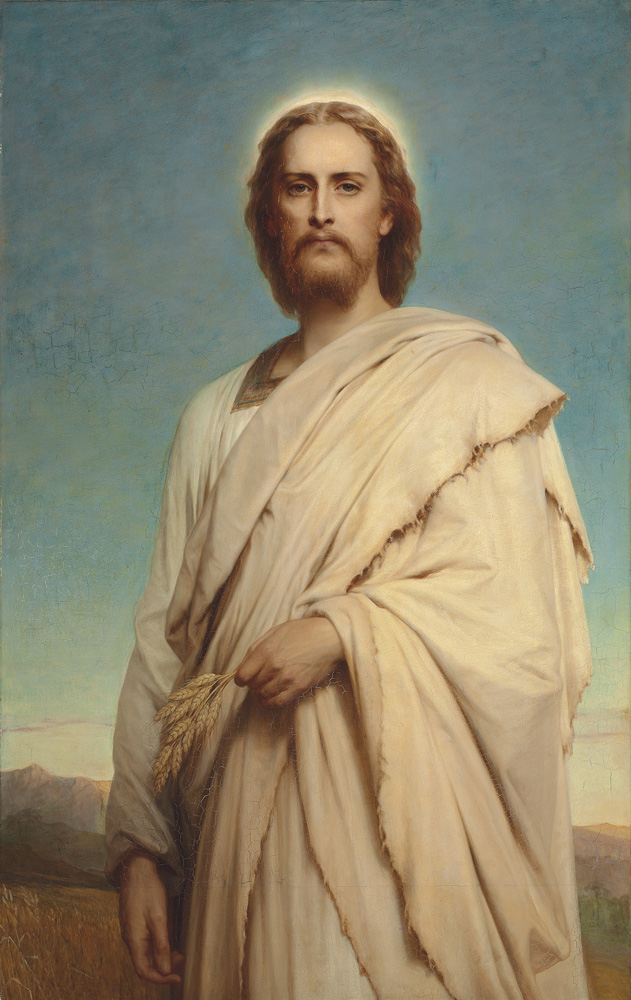
مسیح از Cornfield, 1888
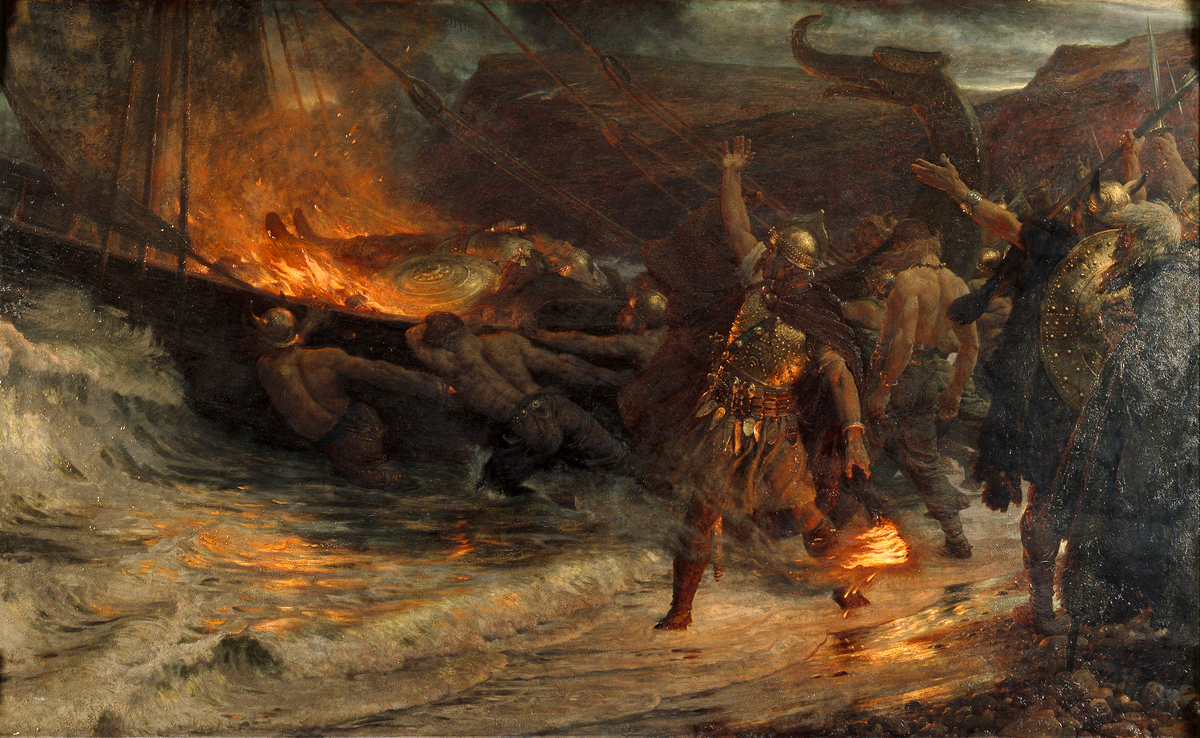
تشییع جنازه یک وایکینگ در سال ۱۸۹۳
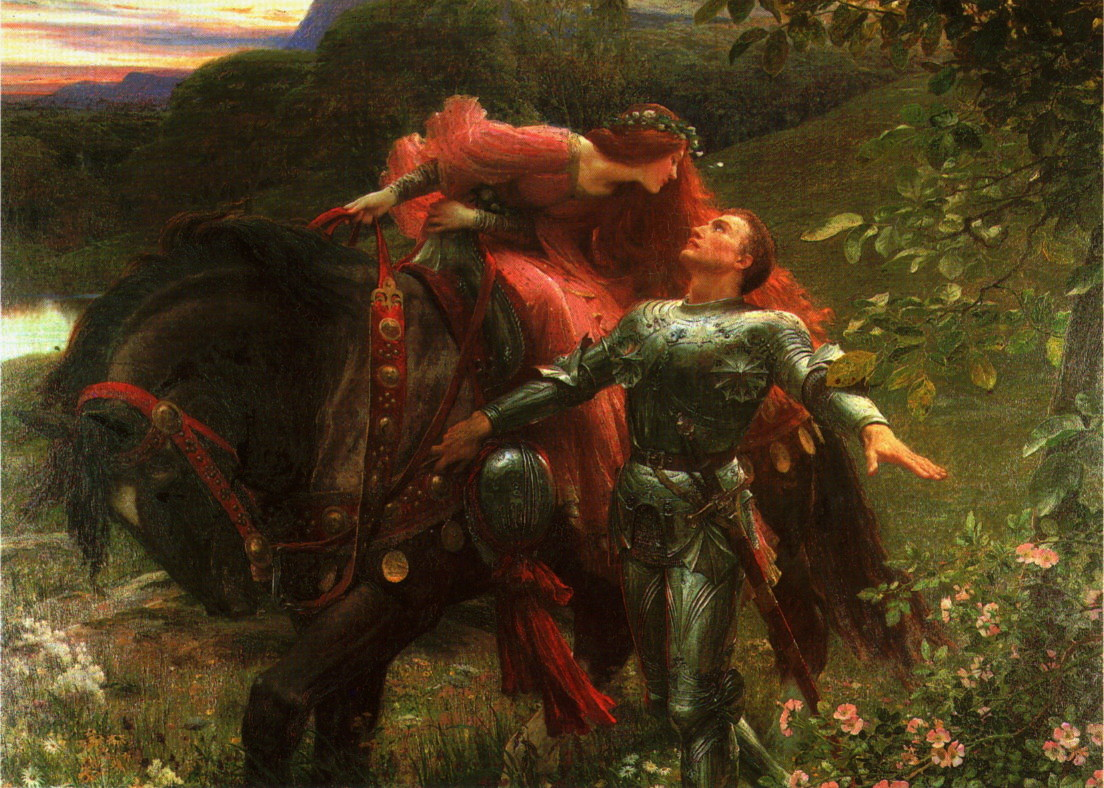
La Belle Dame sans Mersi
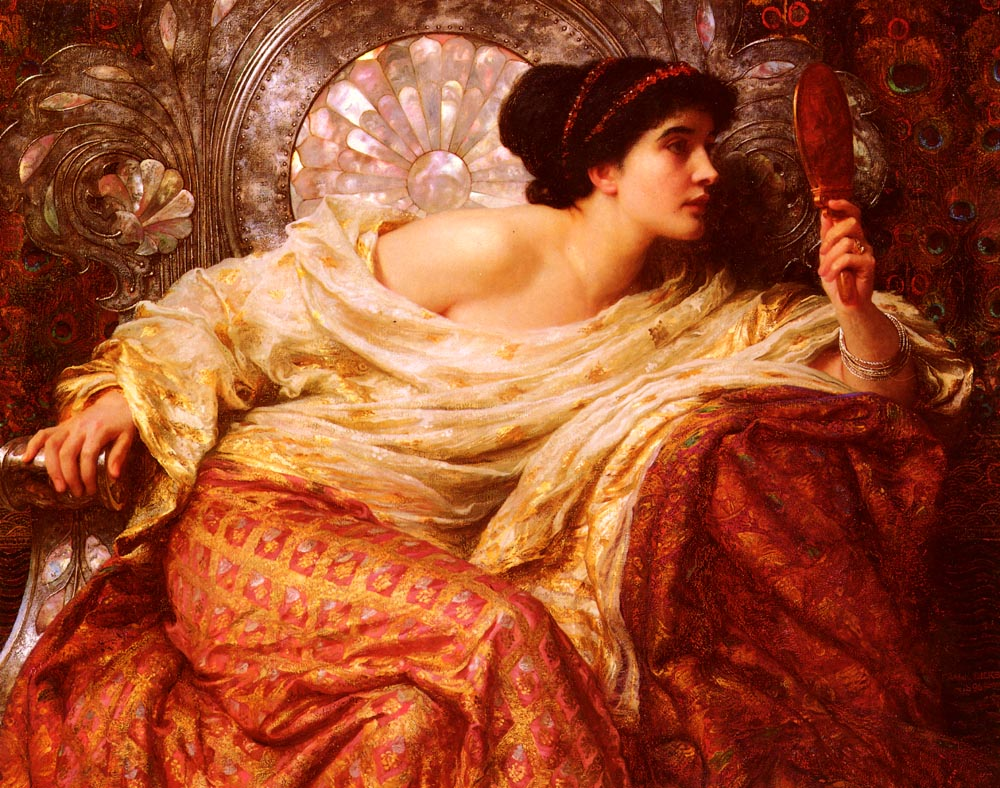